# Quasipartícula
Em física, quasipartículas ou quase-partículas (e as excitações coletivas) são fenômenos emergentes que ocorrem quando um sistema microscópico complicado, tal como um sólido, comporta-se como se contivesse partículas fictícias fracamente interagentes. 

## Nomenclatura
Essas partículas fictícias são tipicamente chamadas de "quasipartículas" se elas se comportam como férmions, tal como os elétrons e os buracos, e chamadas de "excitações coletivas" se elas se comportam como bósons, como os fônons e os plasmons), embora não exista uma distinção precisa utilizada universalmente.

## Aplicações
Quasiparticulas são particularmente importante em física da matéria condensada, visto que é um dos poucos modos de simplificar o problema quântico de muitos corpos nesses sistemas.

## Exemplos
Um elétron viajando através de um semicondutor tem seu movimento perturbado de um modo complexo pelas interações com todos os outros elétrons e núcleos. No entanto, ele se comporta aproximadamente como se fosse um elétron de massa diferente, viajando através do espaço vazio. Esse "elétron" com massa diferente é chamado "elétron quasipartícula". Em um exemplo ainda mais surpreendente, o movimento total de elétrons na banda de valência de um semicondutor é tal como se o semicondutor possuísse quasipartículas carregadas positivamente: os chamados buracos ou lacunas. Outras quasipartículas ou excitações coletivas incluem os fônons, (partículas derivadas da vibrações dos átomos em sólidos) e os plasmons (partículas derivadas da oscilações em plasma), entre outras.